# 電力密度
電力密度（でんりょくみつど、英:Specific power）は、単位面積あたり、もしくは単位体積、単位重量あたりの電力のことである。様々な分野で様々な用法がある。ここでは次元ごとに項目を分けて解説していく。

## 単位面積あたりの電力密度
放射束における波面上の面積あたりの電力を表す。例えば、放射束の代表例である電磁波の場合、電力密度S(W/m2)は、電界 E(V/m) と空間インピーダンス Z(Ω) によって下記のように導出される。
{\displaystyle S=E^{2}/Z}
となる。なお、磁界 H(A/m) と空間インピーダンスからも同様に導出することができる。単位はワット毎平方メートル (W/m2)。

## 単位体積あたりの電力密度
- 高出力の半導体において体積あたりの取り出せる電力を表す。放出される単位時間あたりの熱量をさすこともある。単位はワット毎立方センチメートル (W/cm3)。

- 発動機（エンジン）の単位体積あたりの電力もしくは仕事率のこと。これは通常比出力と呼ばれる。単位は馬力毎リットル(ps/l)

## 単位質量あたりの電力密度
電池の性能のひとつ。質量あたりの取り出せる電力を表す。通常、電池によって生じる電圧の値は電池の種類によって決まるため多くの電力を出力するにはより大きな電流を必要とする（電力P=電流I×電圧V であるため）。電池の種類を変えずに取り出す電力を大きくするには、直列につないで電圧を上げる等の他に、電池をより大きくし電極面積を増やすことによって電池の内部抵抗を小さくする方法がある（並列接続と同等）。しかし、通常これらの方法は質量の増加を伴うため、電力密度は電池の性能の指標のひとつとなっている。単位はワット毎キログラム (W/kg)。